# Coupe du monde féminine de football 2003
Navigation
États-Unis 1999 Chine 2007
La Coupe du monde féminine de football 2003 se déroule aux États-Unis du 20 septembre au 12 octobre 2003,  elle est remportée par l'équipe d'Allemagne (victoire en finale 2 à 1 après prolongation face à la Suède).

## Préparation de l’événement

### Désignation du pays organisateur
La compétition doit initialement se dérouler en Chine à l'automne 2003, mais elle est déplacée à cause du syndrome respiratoire aigu sévère (SRAS) qui apparaît dans le pays l'été précédant l'événement, par conséquent les États-Unis obtiennent l'organisation de l'édition de 2007.

### Stades
Les stades sélectionnés pour recevoir la Coupe du monde sont :
| \| Carson Columbus Foxborough Philadelphie Portland Washington \| Villes retenue |
| Carson Columbus Foxborough Philadelphie Portland Washington                      |

| Carson Columbus Foxborough Philadelphie Portland Washington |

## Acteurs de la Coupe du monde

### Arbitres
| Afrique - Xonam Agboyi - Desiree Perpetue - Bola Elizabeth Abidoye - Florence Biagui Asie - Dongqing Zhang - Hisae Yoshizawa - Im Eun Ju - Choi Soo Jin - Hong Kum Nyo - Hsiu Mei Liu CONCACAF - Sonia Denoncourt - Denise Robinson - Lynda Bramble - Kari Seitz - Karalee Sutton - Sharon Wheeler | CONMEBOL - Florencia Romano - Alejandra Cercato - Sabrina Lois - Sueli Tortura - Cleidy Mary Ribeiro - Marlei Silva Europe - Andi Regan - Katriina Elovirta - Emilia Parviainen - Nelly Viennot - Katarzyna Nadolska - Cristina Babadac - Cristina Ionescu - Irina Mirt - Nicole Petignat - Elke Lüthi Océanie - Tammy Ogston - Airlie Keen - Jacqueline Leleu |

## Phase finale

### Premier tour
| Groupe A |               |     |   |   |   |   |    |    |      |
|          | Équipe        | Pts | J | G | N | P | BP | BC | Diff |
| 1        | États-Unis    | 9   | 3 | 3 | 0 | 0 | 11 | 1  | +10  |
| 2        | Suède         | 6   | 3 | 2 | 0 | 1 | 5  | 3  | +2   |
| 3        | Corée du Nord | 3   | 3 | 1 | 0 | 2 | 3  | 4  | -1   |
| 4        | Nigeria       | 0   | 3 | 0 | 0 | 3 | 0  | 11 | -11  |

| 20 septembre | Nigeria       | 0 | 3 | Corée du Nord | Philadelphie     |
| 21 septembre | États-Unis    | 3 | 1 | Suède         | Washington, D.C. |
| 25 septembre | États-Unis    | 5 | 0 | Nigeria       | Philadelphie     |
| 25 septembre | Suède         | 1 | 0 | Corée du Nord | Philadelphie     |
| 28 septembre | Corée du Nord | 0 | 3 | États-Unis    | Columbus         |
| 28 septembre | Suède         | 3 | 0 | Nigeria       | Columbus         |

| Groupe B |              |     |   |   |   |   |    |    |      |
|          | Équipe       | Pts | J | G | N | P | BP | BC | Diff |
| 1        | Brésil       | 7   | 3 | 2 | 1 | 0 | 8  | 2  | +6   |
| 2        | Norvège      | 6   | 3 | 2 | 0 | 1 | 10 | 5  | +5   |
| 3        | France       | 4   | 3 | 1 | 1 | 1 | 2  | 3  | -1   |
| 4        | Corée du Sud | 0   | 3 | 0 | 0 | 3 | 1  | 11 | -10  |

| 20 septembre | Norvège      | 2 | 0 | France       | Philadelphie     |
| 21 septembre | Brésil       | 3 | 0 | Corée du Sud | Washington, D.C. |
| 24 septembre | Norvège      | 1 | 4 | Brésil       | Washington, D.C. |
| 24 septembre | France       | 1 | 0 | Corée du Sud | Washington, D.C. |
| 27 septembre | Corée du Sud | 1 | 7 | Norvège      | Foxboro          |
| 27 septembre | France       | 1 | 1 | Brésil       | Washington, D.C. |

| Groupe C |           |     |   |   |   |   |    |    |      |
|          | Équipe    | Pts | J | G | N | P | BP | BC | Diff |
| 1        | Allemagne | 9   | 3 | 3 | 0 | 0 | 13 | 2  | +11  |
| 2        | Canada    | 6   | 3 | 2 | 0 | 1 | 7  | 5  | +2   |
| 3        | Japon     | 3   | 3 | 1 | 0 | 2 | 7  | 6  | +1   |
| 4        | Argentine | 0   | 3 | 0 | 0 | 3 | 1  | 15 | -14  |

| 20 septembre | Allemagne | 4 | 1 | Canada    | Columbus         |
| 20 septembre | Japon     | 6 | 0 | Argentine | Columbus         |
| 24 septembre | Allemagne | 3 | 0 | Japon     | Columbus         |
| 24 septembre | Canada    | 3 | 0 | Argentine | Columbus         |
| 27 septembre | Argentine | 1 | 6 | Allemagne | Washington, D.C. |
| 27 septembre | Canada    | 3 | 1 | Japon     | Foxboro          |

| Groupe D |           |     |   |   |   |   |    |    |      |
|          | Équipe    | Pts | J | G | N | P | BP | BC | Diff |
| 1        | Chine     | 7   | 3 | 2 | 1 | 0 | 3  | 1  | +2   |
| 2        | Russie    | 6   | 3 | 2 | 0 | 1 | 5  | 2  | +3   |
| 3        | Ghana     | 3   | 3 | 1 | 0 | 2 | 2  | 5  | -3   |
| 4        | Australie | 1   | 3 | 0 | 1 | 2 | 3  | 5  | -2   |

| 21 septembre | Chine     | 1 | 0 | Ghana     | Carson   |
| 21 septembre | Australie | 1 | 2 | Russie    | Carson   |
| 25 septembre | Chine     | 1 | 1 | Australie | Carson   |
| 25 septembre | Ghana     | 0 | 3 | Russie    | Carson   |
| 28 septembre | Russie    | 0 | 1 | Chine     | Portland |
| 28 septembre | Ghana     | 2 | 1 | Australie | Portland |

### Tableau final
|  | Quarts de finale      | Quarts de finale      |                     |                     | Demi-finales           | Demi-finales           |   |  | Finale              | Finale              |
|  | Quarts de finale      | Quarts de finale      |                     |                     | Demi-finales           | Demi-finales           |   |  | Finale              | Finale              |
|  |                       |                       |                     |                     |                        |                        |   |  |                     |                     |
|  | 1er octobre - Foxboro | 1er octobre - Foxboro |                     |                     | 5 octobre - Portland   | 5 octobre - Portland   |   |  | 12 octobre - Carson | 12 octobre - Carson |
|  | 1er octobre - Foxboro | 1er octobre - Foxboro |                     |                     | 5 octobre - Portland   | 5 octobre - Portland   |   |  | 12 octobre - Carson | 12 octobre - Carson |
|  | États-Unis            | 1                     |                     |                     | 5 octobre - Portland   | 5 octobre - Portland   |   |  | 12 octobre - Carson | 12 octobre - Carson |
|  | États-Unis            | 1                     |                     |                     | 5 octobre - Portland   | 5 octobre - Portland   |   |  | 12 octobre - Carson | 12 octobre - Carson |
|  | Norvège               | 0                     |                     |                     | 5 octobre - Portland   | 5 octobre - Portland   |   |  | 12 octobre - Carson | 12 octobre - Carson |
|  | Norvège               | 0                     | États-Unis          | 0                   |                        |                        |   |  | 12 octobre - Carson | 12 octobre - Carson |
|  | 2 octobre - Portland  |                       | États-Unis          | 0                   |                        |                        |   |  | 12 octobre - Carson | 12 octobre - Carson |
|  |                       | Allemagne             | 3                   |                     |                        |                        |   |  | 12 octobre - Carson | 12 octobre - Carson |
|  | Allemagne             | Allemagne             | 3                   | 7                   |                        |                        |   |  | 12 octobre - Carson | 12 octobre - Carson |
|  | Allemagne             |                       |                     | 7                   |                        |                        |   |  | 12 octobre - Carson | 12 octobre - Carson |
|  | Russie                | 1                     |                     |                     |                        |                        |   |  | 12 octobre - Carson | 12 octobre - Carson |
|  | Russie                | 1                     | Allemagne           | 2 ap                |                        |                        |   |  |                     |                     |
|  | 1er octobre - Foxboro |                       | Allemagne           | 2 ap                |                        |                        |   |  |                     |                     |
|  |                       | Suède                 | 1                   |                     |                        |                        |   |  |                     |                     |
|  | Brésil                | Suède                 | 1                   | 1                   |                        |                        |   |  |                     |                     |
|  | Brésil                | 5 octobre - Portland  |                     | 1                   |                        |                        |   |  |                     |                     |
|  | Suède                 | 2                     |                     |                     |                        |                        |   |  |                     |                     |
|  | Suède                 | 2                     | Suède               | 2                   |                        |                        |   |  |                     |                     |
|  | 2 octobre - Portland  | 2 octobre - Portland  | Suède               | 2                   | Match pour la 3e place | Match pour la 3e place |   |  |                     |                     |
|  | 2 octobre - Portland  | 2 octobre - Portland  |                     | Canada              | Match pour la 3e place | Match pour la 3e place | 1 |  |                     |                     |
|  | Chine                 | 0                     | 11 octobre - Carson | 11 octobre - Carson |                        |                        | 1 |  |                     |                     |
|  | Chine                 | 0                     | 11 octobre - Carson | 11 octobre - Carson |                        |                        |   |  |                     |                     |
|  | Canada                | 1                     |                     | États-Unis          | 3                      |                        |   |  |                     |                     |
|  | Canada                | 1                     |                     | États-Unis          | 3                      |                        |   |  |                     |                     |
|  |                       |                       |                     |                     |                        |                        |   |  | Canada              | 1                   |
|  |                       |                       |                     |                     |                        |                        |   |  | Canada              | 1                   |

 = but en or

#### Finale
| Finale                   | Allemagne | 2 – 1 a. p. ·         | Suède | Home Depot Center, Carson                         |                                                   |
| Dimanche 12 octobre 2003 | Meinert 46e · Künzer 98e | (0 – 1, 1 – 1, 2 – 1) | 41e Ljungberg | Spectateurs : 26 137 Arbitrage : Cristina Ionescu | Spectateurs : 26 137 Arbitrage : Cristina Ionescu |
| Dimanche 12 octobre 2003 | |                       | | Spectateurs : 26 137 Arbitrage : Cristina Ionescu | Spectateurs : 26 137 Arbitrage : Cristina Ionescu |
| Dimanche 12 octobre 2003 | Rottenberg - Stegemann, Minnert, Hingst, Gottschlich - Lingor, Garefrekes ( 76e Müller), Wunderlich ( 88e Künzer), Wiegmann - Meinert, Prinz · Entr. : Tina Theune-Meyer | Équipes               | Jönsson - Larsson ( 76e Bengtsson), Törnqvist, Westberg, Marklund - Östberg, Sjöström ( 53e Fagerström), Moström, Andersson ( 53e Sjögran) - Ljungberg, Svensson · Entr. : Marika Domanski Lyfors | Spectateurs : 26 137 Arbitrage : Cristina Ionescu | Spectateurs : 26 137 Arbitrage : Cristina Ionescu |